# Saison 1 de Light as a Feather
Cet article présente le guide des épisodes de la première saison de la série télévisée américaine Light as a Feather.

## Distribution

### Acteurs principaux
- Liana Liberato : McKenna Brady
- Haley Ramm : Violet Simmons
- Ajiona Alexus : Candace Preston
- Brianne Tju : Alex Portnoy
- Peyton Roi List : Olivia Richmond
- Jordan Rodrigues : Trey Emory
- Dylan Sprayberry : Henry Richmond
- Brent Rivera : Issac Salcedo
- Dorian Brown Pham : Deb Brady

### Acteurs récurrents
- Chachi Gonzales : Noreen Listerman
- Shelley Robertson : Gloria Preston
- Amaris Davidson : Coach Faholtz
- Robert Rusler : Mr. Morris
- Nancy Linehan Charles : Judith
- Timi Prulhiere : Mrs. Regan
- Andrew Tinpo Lee : Nick Portnoy
- Harley Graham : Lena Regan

### Invités
- Julia Rose : Mrs. Richmond
- Timothy Davis-Reed : Policier

## Épisodes

### Épisode 1:Raide comme la mort
- États-Unis : 12 octobre 2018 sur Hulu
- France : 9 mai 2019 à 20h55 sur Elle Girl[1] (en VF)

### Épisode 2:L'anniversaire
- États-Unis : 12 octobre 2018 sur Hulu
- France : 9 mai 2019 à 21h18 sur Elle Girl[2] (en VF)

### Épisode 3:La gentille fille
- États-Unis : 12 octobre 2018 sur Hulu
- France : 9 mai 2019 à 21h43 sur Elle Girl[3] (en VF)

### Épisode 4:Sorcellerie?
- États-Unis : 12 octobre 2018 sur Hulu

### Épisode 5:Le piège
- États-Unis : 12 octobre 2018 sur Hulu

### Épisode 6:Une nouvelle piste
- États-Unis : 12 octobre 2018 sur Hulu

### Épisode 7:L'océan bleu
- États-Unis : 12 octobre 2018 sur Hulu

### Épisode 8:Le carnet
- États-Unis : 12 octobre 2018 sur Hulu

### Épisode 9:Retour en arrière
- États-Unis : 12 octobre 2018 sur Hulu

### Épisode 10:La dernière prédiction
- États-Unis : 12 octobre 2018 sur Hulu